# ادمو، موزامبیک
ادمو، موزامبیک (به لاتین: Adamo, Mozambique) در موزامبیک است که در cabo delgado province واقع شده‌است.